# Une famille

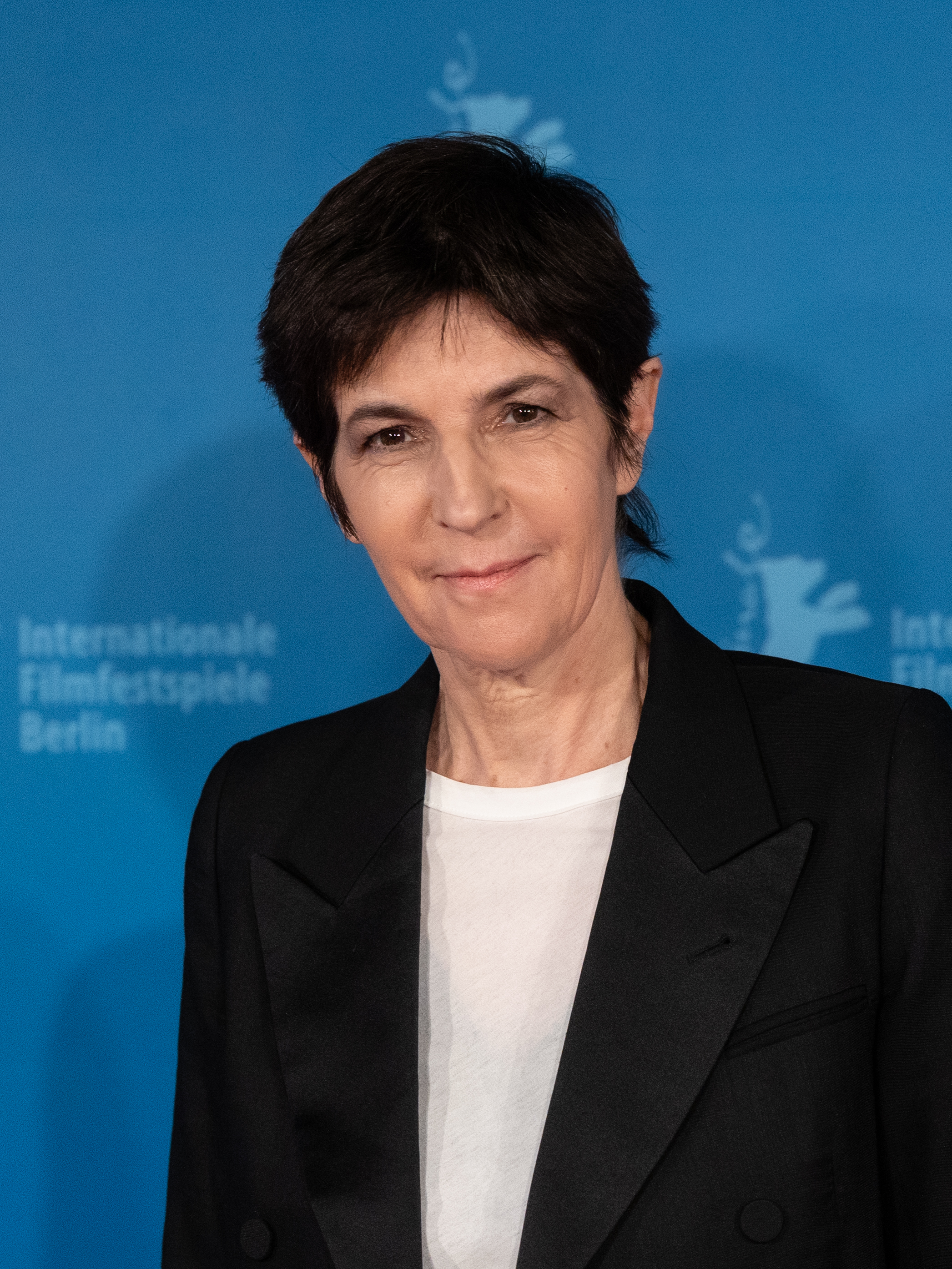
Christine Angot bei der Berlinale 2024

Une famille (anhörenⓘ; englischer Festivaltitel A Family) ist ein französischer Dokumentarfilm unter der Regie von Christine Angot aus dem Jahr 2024. Der Debütfilm feierte im Februar 2024 auf der Berlinale seine Weltpremiere in der Sektion Berlinale Encounters. Dort wurde er mit dem Preis der Tagesspiegel-Leserjury in der Berlinale-Sektion Encounters ausgezeichnet.

## Handlung
Aus beruflichen Gründen fährt die Schriftstellerin Christine Angot nach dem Erscheinen ihres letzten Buches nach Straßburg, wo ihr Vater bis zu seinem Tod 1999 lebte. Dort lernte sie ihn im Alter von 13 Jahren kennen. Dort verbrachte sie auch die Schulferien mit ihm, und er begann, sie zu vergewaltigen. Die Konfrontation des Vaters mit seinem Tun war wegen der Alzheimer-Erkrankung, die seinem Tod vorausgeht, niemals möglich.
Seine Frau und seine Kinder wohnen immer noch dort. Mit einer Kamera in der Hand klopft Angot nun bei ihnen an. Sie erzwingt mit brachialen Mitteln ein Gespräch mit der Frau des Vaters, das gefilmt wird. Diese leugnet die Vorfälle zwar nicht, spricht jedoch neutralisierend von ''sexueller Beziehung''. Das geäußerte Mitleid weist Angot als Ausdruck von Überlegenheit und Verachtung zurück. Angots leibliche Mutter stellt sich dem Leid der Tochter nicht, sondern spricht über ihren eigenen Schmerz darüber, dass die Beziehung der beiden Frauen aus für sie unverständlichen Gründen damals zerbrach. Der ehemalige Lebensgefährte Angots und Vater ihrer Tochter wird ebenfalls mit der Vergangenheit konfrontiert. Der Vater vergewaltigte seine Tochter nämlich auch, als sie schon erwachsen war und der Lebensgefährte im selben Haus wohnte. Er wurde zumindest akustisch Zeuge. Doch auch er war bereits früher Opfer eines sexuellen Missbrauchs geworden und zu sehr von Scham besetzt, um einzugreifen. Rationalisierend sagte er sich, Angot sei schließlich alt genug, um selbst entscheiden zu können. Als hilfreich empfindet Angot, wie sie am Ende des Films sagt, einzig und allein, was ihre Tochter Léonore ihr sagt: „Es tut mir leid, was dir passiert ist.“
Der autobiografische Debütfilm zeigt und hinterfragt, was die Mitglieder einer Familie äußern, die von Inzest betroffen war. Die Familie der Regisseurin steht dabei nicht nur für diese eine, sondern auch für andere Familien, was im Titel zum Ausdruck kommt. Das, was in Vergangenheit und Gegenwart unsagbar erschien, wird zur Sprache gebracht.

## Produktion

### Filmstab
Regie führte Christine Angot, Une famille ist ihre erste Regiearbeit. Angot arbeitet auch in ihrem literarischen Werk autobiografisch. Ihr Roman Inzest aus dem Jahr 1999 thematisiert die inzestuöse Beziehung zum Vater. Sie sieht sich als schonungslose Aufklärerin, ihr Werk polarisiert jedoch, vor allem in Frankreich. Beim Film hatte sie bereits als Mitautorin der Drehbücher zu Meine schöne innere Sonne (2017) von Claire Denis und Mit Liebe und Entschlossenheit (2022) Erfahrungen gesammelt.

### Produktion
Une famille wurde von Bertrand Faivre und Alice Girard produziert. Produktionsfirmen waren die französischen Unternehmen Le Bureau Films, Rectangle Productions und The Bureau Sales.

### Dreharbeiten und Veröffentlichung
Der Film feierte im Februar 2024 auf der Berlinale seine Weltpremiere in der Sektion Berlinale Encounters. Der Verleih in Frankreich liegt in den Händen von Nour Films, für den internationalen Verleih ist The Bureau Sales zuständig.

## Rezeption
Esther Buss schrieb im Tagesspiegel, manches wirke „angerissen und unbearbeitet“. Zwar beharre der Film auf Konfrontation, aber er bleibe „überwiegend in der Suchbewegung“. Da Angot den Inzest bereits in anderen Werken verarbeitet habe, überrasche „das Rohe, Unartikulierte“. „Une famille“ verbleibe bei allem Insistieren auf die Aussprache überwiegend in der Suchbewegung. Das Rohe, Unartikulierte überrascht insofern, als die Schriftstellerin und Drehbuchautorin (sie hat mehrfach mit Claire Denis zusammengearbeitet, etwa an „Mit Liebe und Entschlossenheit“) die ihr zugefügte Gewalt nicht etwa zum ersten Mal zur Sprache bringt. Auf icsfilm.org erhielt der Film vier von fünf Sternen: Er sei zutiefst beunruhigend und verstörend und hinterlasse beim Publikum ein unangenehmes Gefühl. Er gaukle keine Auflösung des Traumas, keinen Abschluss vor, zeige aber sehr wohl, dass durch eine Konfrontation mit der Vergangenheit ein gewisses Maß an Erleichterung zu erreichen sei. Torben Schläger, Juror des Tagesspiegel-Leserpreises, nannte als Motiv für die Preisvergabe die Hoffnung, die der Film vermittle: Er könne Menschen in ähnlicher Situation zum Sprechen ermutigen.

## Auszeichnungen und Nominierungen
Une famille wurde zu den Internationalen Filmfestspielen Berlin 2024 eingeladen und mit dem Preis der Tagesspiegel-Leserjury in der Berlinale-Sektion Encounters ausgezeichnet.
Der Film wurde auch in die Nominierungsliste für den Berlinale Dokumentarfilmpreis aufgenommen.